# Doll
Para el botánico, véase Johann Christoph Döll.
Doll es el primer álbum de la actriz y cantante japonesa SAYAKA, lanzado el 23 de febrero del año 2005.

## Detalles
El primer álbum original de estudio SAYAKA. Fueron incluidos todos los sencillos que lanzó la joven desde su debut con "ever since" en mayo del 2002 hasta "Jōgen no Tsuki" de enero del 2005. "Doll" debutó en el puesto n.º 44 de las de Oricon, llegando a vender poco menos de diez mil copias, mucho menos que las ventas obtenidas con sus singles. El hecho de que haya sido lanzado cuatro años después de haber debutado como solista, y esta se cree es la principal razón que se piensa del por qué tuvo un desempeño tan mediocre en las listas de Oricon, y tan bajas ventas. También el hecho de que haya lanzado sus sencillos promocionales en periodos tan largos de tiempo -prácticamente uno por año- haya sido uno de los factores que influyeron en esto.
Aparte de nuevas canciones nunca antes mostradas, aparte de los sencillos también fueron incluidos algunos b-sides que anteriormente habían sido lanzados junto con previos trabajos. Los temas son principalmente orientados al Pop rock, y su sencillo "garden", que en su versión original incluso podía considerársele como una mezcla de Pop y R&B, fue regrabado en una versión acústica. Éste es el único tema en que SAYAKA participa como compositora; la mayoría de los temas presentes en el disco fueron composiciones de Masato Kitano de day after tomorrow, y también fueron incluidas composiciones de Shunsaku Okuda de the brilliant green, entre otros. Las letras de todas las canciones fueron escritas por la misma SAYAKA.
El día después del lanzamiento del álbum, fue lanzado al mercado un DVD titulado "Dolls", que contiene todos los videos musicales grabados, aparte de imágenes de detrás de cámaras de cada uno de los videos.

## Canciones
El CD y el DVD fueron lanzados como lanzamientos separados, titulados Doll y Dolls respectivamente.

### CD
1. Mizuiro (水色?)
2. Jōgen no Tsuki (上弦の月?)
3. Kanariya (カナリヤ?)
4. La La Sunday
5. garden (acoustic ver.)
6. ～Noise from silence～
7. ever since
8. Believe again
9. Rasen (螺旋?)
10. four hours
11. Mermaid

### DVD (Dolls)
1. ever since
2. garden
3. Believe again
4. Mizuiro (水色?)
5. Jōgen no Tsuki (上弦の月?)